# Drew Barrymore (singolo)
Drew Barrymore è un singolo della cantautrice statunitense SZA, pubblicato il 13 gennaio 2017 come primo estratto dal primo album in studio Ctrl.

## Promozione
SZA ha eseguito Drew Barrymore per la prima volta dal vivo durante un'ospitata al talk show statunitense Jimmy Kimmel Live!, avvenuta in concomitanza con l'uscita del brano. Durante l'intervista avvenuta quella stessa sera, l'interprete aveva anche annunciato che avrebbe fatto parte del suo album in studio di debutto, inizialmente intitolato A, ma in seguito rinominato Ctrl.